# 車肆增二
蛇夫座30，又名BD-04 4215，HD 153687、SAO 141483、HR 6318，是蛇夫座的一颗恒星，视星等为4.82，位于銀經15.58，銀緯22.18，其B1900.0坐标为赤經16h 55m 47.1s，赤緯-4° 22.18′ 22″。